# トリフルオロメタンスルホナート

トリフルオロメタンスルホン酸エステル

トリフラートアニオン

トリフルオロメタンスルホナート (英: trifluoromethanesulfonate) は、CF3SO3- と表される非常に安定な1価の多原子イオンであり、トリフルオロメタンスルホン酸の共役塩基にあたる。また、トリフルオロメタンスルホン酸のエステル CF3SO2OR や、トリフルオロメタンスルホン酸塩 Mx(CF3SO3)y とともに トリフラート と総称される。これは、酢酸の共役塩基のアニオン (CH3CO2-) の呼称のアセタート (acetate) が、酢酸の塩や酢酸のエステルの総称ともなっていることと同様である。トリフラートアニオン と呼べばアニオン種 CF3SO3- のみを指す。
トリフラートの部分構造 CF3SO2（トリフルオロメチルスルホニル基）は、Tf と略記される。たとえば、トリフラートアニオンは TfO- と、トリフルオロメタンスルホン酸メチルは、TfOMe のように書き表すことができる。
「トリフラート」は慣用名、「トリフルオロメタンスルホナート」は系統名にあたる。トリフレート と字訳されることもある。

## 性質
トリフラートアニオン TfO- は下の式に示す共鳴により、負電荷が三つの酸素原子と硫黄原子上に非局在化しているため、安定となっている。さらに硫黄原子に置換したトリフルオロメチル基が、強い電子求引性基として負電荷の安定化に寄与している。

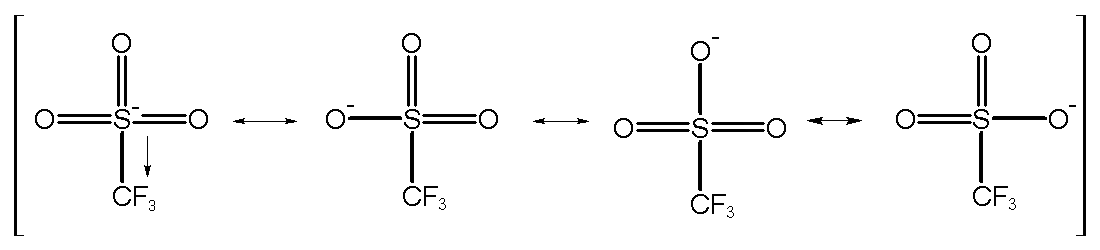
トリフラートアニオンの共鳴式

## 反応性
トリフラートアニオンはその安定性により良い脱離基として振る舞うため、求核置換反応や鈴木カップリング、ヘック反応などの反応で利用される。トリフルオロメタンスルホン酸のアルキルエステル（アルキルトリフラート）は、SN2 反応に対して非常に活性があるので、（例えば水のような）求核剤の無い状態で保管する必要がある。
{\displaystyle {\ce {R-OTf\ + Nu^- -> R-Nu\ + TfO^-}}}
アルコールのトリフルオロメタンスルホン酸エステル化に用いられる反応試剤としては、トリフルオロメタンスルホン酸無水物 (Tf2O)、N-フェニルビス(トリフルオロメタンスルホンイミド)（= N,N-ビス（トリフルオロメチルスルホニル）アニリン）(PhNTf2) などがある。
{\displaystyle {\ce {R-OH\ + Tf2O\ + base -> R-OTf}}}

## 用途
トリフラートアニオンはランタノイドおよび、11族の金属、13族の金属への配位子としても用いられる。

## トリフルオロメタンスルホン酸塩
多くの金属イオンやカチオンについて、トリフルオロメタンスルホン酸塩が知られる。3族などの金属のトリフルオロメタンスルホン酸塩には、ルイス酸として水中で用いられるものがある。
トリフルオロメタンスルホン酸リチウムは、リチウムイオン二次電池の電解質として使用されることがある。